# IJzer(II)sulfaat
IJzer(II)sulfaat is een ijzerzout van zwavelzuur, met als brutoformule FeSO4. De stof komt voor als een blauwgroene of witte kristallen, die goed oplosbaar zijn in water. Het heptahydraat, Fe(SO4)· 7 H2O, is de meest voorkomende vorm en wordt ook wel ijzervitriool of groene vitriool genoemd.
De stof is opgenomen in de lijst van essentiële geneesmiddelen van de WHO.

## Natuurlijk voorkomen
De gehydrateerde vormen van ijzer(II)sulfaat komen in de natuur voor als mineralen:
- {\displaystyle {\ce {FeSO4 . H2O}}} (szomolnokiet)
- {\displaystyle {\ce {FeSO4 . 4H2O}}} (rozeniet)
- {\displaystyle {\ce {FeSO4 . 5H2O}}} (siderotiel)
- {\displaystyle {\ce {FeSO4 . 6H2O}}} (ferrohexahydriet)
- {\displaystyle {\ce {FeSO4 . 7H2O}}} (melanteriet)

## Synthese
IJzer(II)sulfaat kan eenvoudigweg bereid worden door oxidatie van ijzer met zwavelzuur:
{\displaystyle {\ce {Fe + H2SO4 -> FeSO4 + H2}}}
Deze methode heeft als nadeel dat er slechts een kleine opbrengst is. Het gebruikelijke industriële proces verloopt door oxidatie van pyriet:
{\displaystyle {\ce {2FeS2 + 7O2 + 2H2O -> 2FeSO4 + 2H2SO4}}}

## Eigenschappen en reacties
Wanneer ijzer(II)sulfaat verhit wordt, zal het kristalwater verdreven worden. Bovendien leidt de hogere temperatuur tot een versnelde oxidatie van ijzer(II) tot ijzer(III). Hierbij verandert de kleur van het blauwgroen van ijzer(II)zouten in geel-bruin, de kleur van ijzer(III)verbindingen. Bij nog verder verhitten ontleedt de verbinding en worden zwaveldioxide en zwaveltrioxide vrijgesteld. Dat leidt tot de vorming van het roestbruine ijzer(III)oxide. De ontleding start bij ongeveer 480°C:
{\displaystyle {\ce {2FeSO4 -> Fe2O3 + SO2 + SO3}}}
Zoals alle ijzer(II)verbindingen is ook ijzer(II)sulfaat een reductor. Zo kan het bijvoorbeeld salpeterzuur reduceren tot stikstofmonoxide en chloorgas tot chloride:
{\displaystyle {\ce {6FeSO4 + 3H2SO4 + 2HNO3 -> 3Fe2(SO4)3 + 4H2O + 2NO}}}
{\displaystyle {\ce {6FeSO4 + 3Cl2 -> 2Fe2(SO4)3 + 2FeCl3}}}
Bij blootstelling aan de lucht wordt ijzer(II)sulfaat spontaan door zuurstof geoxideerd tot ijzer(III)sulfaat:
{\displaystyle {\ce {12FeSO4 + 3O2 -> 4Fe2(SO4)3 + 2Fe2O3}}}
IJzer(II)sulfaat vormt met ammoniumsulfaat een dubbelzout: ammoniumijzer(II)sulfaat of Mohrs zout. Mohrs zout is beter bestand tegen luchtoxidatie dan ijzer(II)sulfaat zelf. De verbinding kent een praktische toepassing bij de CZV-bepaling.

## Toepassingen
IJzer(II)sulfaat is een commercieel belangrijke grondstof voor de productie van andere ijzerverbindingen. Het wordt onder meer aangewend bij de bereiding van inkt, in ververijen en in de landbouw. Tevens dient het als industriële reductor, bijvoorbeeld voor de reductie van chromaten in cement.
De onoplosbaarheid van ijzer(II)fosfaat in water is een eigenschap waarvan in de waterzuiveringsindustrie gebruikgemaakt wordt om een teveel aan fosfaat uit drinkwater te halen. IJzer(II)sulfaat wordt als oplosbaar ijzerzout toegevoegd en het onoplosbare ijzer(II)fosfaat slaat neer.
In de mycologie worden kristallen van ijzer(II)sulfaat (toverstenen) gebruikt om bepaalde paddenstoelen te kunnen determineren. Vooral bij Russula verkleurt het vlees van de paddenstoel na bekrassing met dergelijke toversteen.
Het heptahydraat wordt gebruikt voor de bestrijding van mos in gazons en komt veelal in de handel onder de naam mosdood.